# Labidodemas pseudosemperianum
Labidodemas pseudosemperianum is een zeekomkommer uit de familie Holothuriidae.
De wetenschappelijke naam van de soort werd in 2004 gepubliceerd door Massin, Samyn & Thandar.